# Noćaj
Noćaj (ćir.: Ноћај) je naselje u općini Srijemska Mitrovica u Srijemskom okrugu u Vojvodini.

## Stanovništvo
Prema popisu stanovništva iz 2002. godine u naselju Noćaj živi 2120 stanovnika, od čega 1739 punoljetnih stanovnika s prosječnom starosti od 41,5 godina (40,9 kod muškaraca i 42,0 kod žena). U naselju ima 676 domaćinstva, a prosječan broj članova po domaćinstvu je 3,14.
Prema popisu iz 1991. godine u naselju je živjelo 2237 stanovnika.
| Etnički sastav 2002. |            |         |
| Narod                | Stanovnika |         |
| Srbi                 | 2098       | 98,96 % |
| Romi                 | 3          | 0,14 %  |
| Slovaci              | 2          | 0,09 %  |
| Rusi                 | 2          | 0,09 %  |
| Jugoslaveni          | 2          | 0,09 %  |
| Hrvati               | 1          | 0,04 %  |
| Crnogorci            | 1          | 0,04 %  |
| Mađari               | 1          | 0,04 %  |
| Muslimani            | 1          | 0,04 %  |
| nepoznato            | 5          | 0,23 %  |

| broj stanovnika | 2424  | 2479  | 2443  | 2338  | 2323  | 2237  | 2120  |
|                 | 1948. | 1953. | 1961. | 1971. | 1981. | 1991. | 2001. |

## Vanjske poveznice
- Karte, položaj vremenska prognoza
- [neaktivna poveznica]